# Dictator (geslacht)
Dictator is een kevergeslacht uit de familie van de boktorren (Cerambycidae). De wetenschappelijke naam van het geslacht werd voor het eerst geldig gepubliceerd in 1878 door Thomson.

## Soorten
Dictator omvat de volgende soorten:
- Dictator jacksoni Gilmour, 1947
- Dictator juheli Delahaye, 2009
- Dictator mirabilis (Jordan, 1894)
- Dictator orientalis Hintz, 1913
- Dictator postulatus Thomson, 1878
- Dictator regius (Fabricius, 1801)
- Dictator superbus Aurivillius, 1914